# Палиевка (Сумская область)
Палиевка (укр. Паліївка) — село,
Палиевский сельский совет,
Ямпольский район,
Сумская область,
Украина.
Код КОАТУУ — 5925683501. Население по переписи 2001 года составляло 610 человек .
Является административным центром Палиевского сельского совета, в который не входят другие населённые пункты.

## Географическое положение
Село Палиевка находится на левом берегу реки Усок,
выше по течению на расстоянии в 1,5 км расположено село Усок.
На реке большая запруда.
К селу примыкает большой лесной массив (сосна, дуб).
Рядом проходит автомобильная дорога Т-1912.

## Экономика
- Молочно-товарная ферма.
- «Палиевский», кооператив.
- «Палиевская», ООО.

## Объекты социальной сферы
- Школа имени Героя Советского Союза Я.П.Головача (с 2009 года закрыта).

## Известные люди
- Головач Яков Павлович (1923-1945) — Герой Советского Союза, родился в селе Палиевка.